# Erysiphe berberidis
Erysiphe berberidis is een echte meeldauw die behoort tot de familie Erysiphaceae. Deze biotrofe parasiet leeft op het blad van verschillende planten. 

## Kenmerken
Het mycelium komt op de bovenkant en de onderkant van het blad voor. Appressoria zijn tepelvormig, gelobd of meervoudig gelobd, solitair of gepaard. Conidia groeien solitair en zijn elliptische zonder fibrosine-lichaampjes. Cleistothecia hebben 4 tot 10 asci. Een ascus bevat 3 tot 5 sporen. 

## Verspreiding
Erysiphe berberidis komt met name voor in Europa. Sporadisch wordt het ook buiten dit continent gevonden, namelijk in: Azië (Rusland, Japan), Noord-Amerika (VS), Afrika (Zuid-Afrika). In Nederland komt het zeer zeldzaam voor. 

## Waardplanten
Erysiphe berberidis komt voor op de volgende planten:
- Berberis: aetnensis, aggregata, ahrendtii, amurensis, approximata, × bidentata, canadensis, chinensis, circumserrata, crataegina, × declinata, diaphana, dielsiana, edgeworthiana, empetrifolia, gagnepainii, holstii, humidoumbrosa, ilicifolia, jaeschkeana, jamesiana, koreana, lepidifolia,lucida, ludlowii, lycium, morrisonensis, × neubertii, oblonga, parviflora, poiretii, polyantha, pruinosa, repens, sargentiana, sieboldii, silva-taroucana, suberecta, × teaselliana, thunbergii, tsarongensis, umbellata, vernae, vulgaris, wallichiana, wilsoniae, yunnanensis;
- Mahonia: aquifolium, bealei, eutriphylla